# Roccaforzata
Roccaforzata est une commune italienne de la province de Tarente, dans la région des Pouilles.

## Administration
| Période                                  | Période | Identité         | Étiquette | Qualité |
| ---------------------------------------- | ------- | ---------------- | --------- | ------- |
| 2016                                     |         | Vincenzo Pastore |           |         |
| Les données manquantes sont à compléter. |         |                  |           |         |

### Communes limitrophes
Faggiano, Monteparano, San Giorgio Ionico, Tarente.